# Herman Adriaan van Karnebeek (1874-1942)
Herman Adriaan van Karnebeek (Den Haag, 21 augustus 1874 – aldaar, 29 maart 1942) was een Nederlands politicus en diplomaat. Van 1918 tot 1927 was hij in vier kabinetten minister van Buitenlandse Zaken. In deze functie was hij voorzitter van de Algemene Vergadering van de Volkenbond in de jaren 1921-1922. Na zijn ministerschap en tot zijn dood was Van Karnebeek commissaris van de Koningin in Zuid-Holland.

## Levensloop
Van Karnebeek was lid van de familie Van Karnebeek en een zoon van Abraham Pieter Cornelis van Karnebeek en Maria Petronella Rochussen. Hij studeerde rechten aan de Universiteit Utrecht en promoveerde in 1900 aldaar in de staatswetenschap.
Van Karnebeek was pro-Duits maar ook een warm pleitbezorger van de Nederlandse zelfstandigheidspolitiek. Hij was ambtenaar bij Koloniën en daarna burgemeester van Den Haag. In die functie kreeg hij onder meer te maken met massademonstraties op Prinsjesdag voor algemeen kiesrecht. Hij maakte als conservatief-liberaal deel uit van de rechtse kabinetten-Ruijs de Beerenbrouck I en II en -Colijn I. Hij trad in 1927 af als minister in het kabinet-De Geer na verwerping door de Eerste Kamer van het Verdrag met België, dat hij als zijn levenswerk beschouwde.
Bij zijn aftreden werd hij benoemd tot minister van staat. Nadien werd hij commissaris van de Koningin in Zuid-Holland. Tijdens de Duitse bezetting werden bijna alle commissarissen van de Koningin ontslagen; Van Karnebeek bleef tot zijn dood op 29 maart 1942 in functie.
Van Karnebeek was getrouwd met Adriana Justina Civile barones Van Wassenaer, zij woonden op het Korte Voorhout nummer 7. Zij kregen vier kinderen. Hun zoon Maurits was burgemeester van Zwolle. Hun zoon Herman Adriaan jr. was voorzitter van het Nederlands Olympisch Comité en lid van het Internationaal Olympisch Comité.

## Wetenswaardigheden

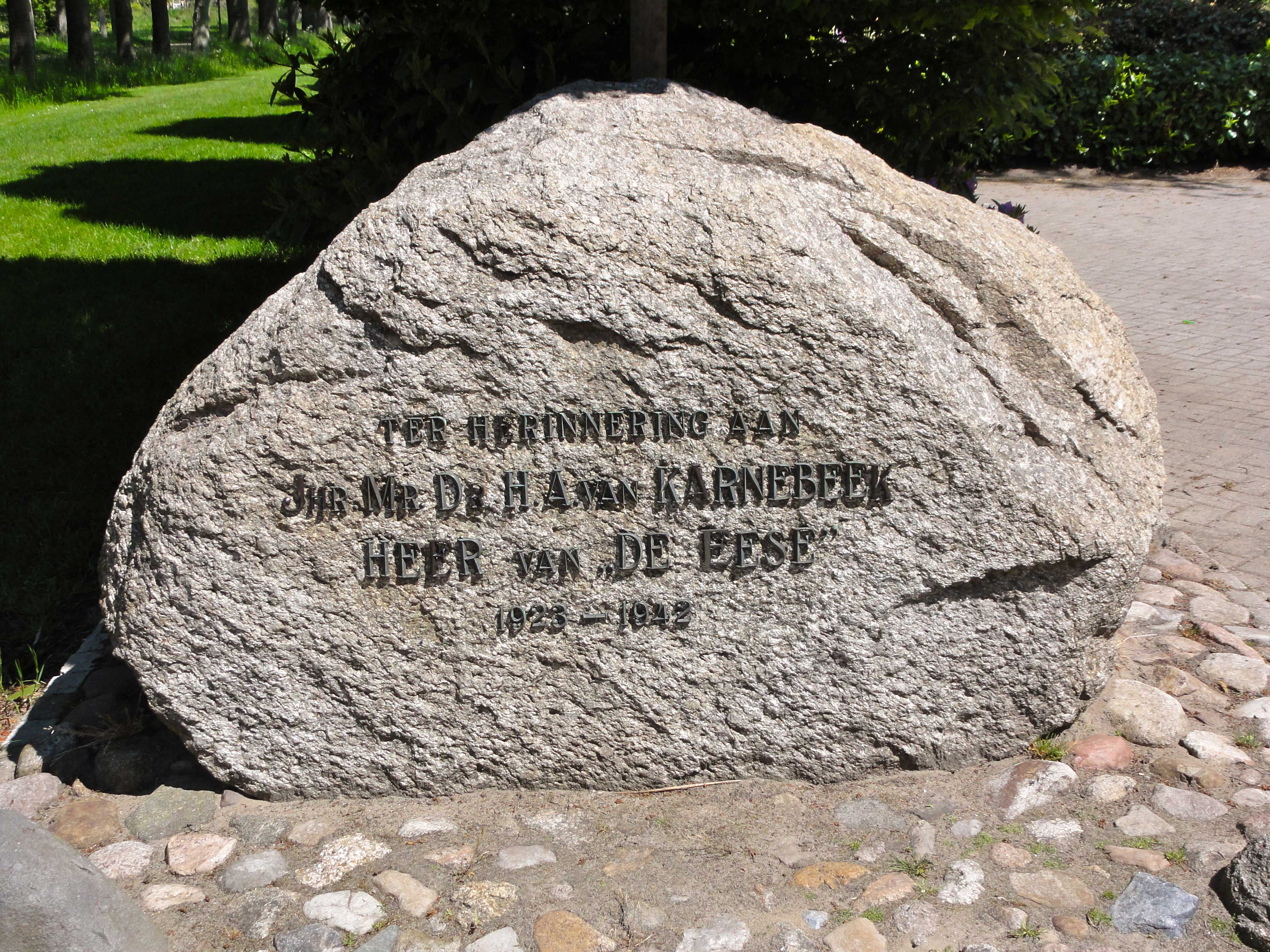
Van Karnebeekmonument op het landgoed De Eese

Van Karnebeek speelde vanaf 1889 cricket bij HCC. In 1923 kocht hij het landgoed De Eese, een voormalige heerlijkheid ten noorden van Steenwijk. Hij noemde zich vanaf die tijd Heer van De Eese. Sinds zijn overlijden wordt het landgoed door de familie Van Karnebeek als landbouw- en natuurgebied geëxploiteerd.
- Bibliothèque nationale de France: cb167594057 (data)
- Biografisch Portaal: 17631724
- Digitale Bibliotheek voor de Nederlandse Letteren: karn003
- Gemeinsame Normdatei: 133514498
- International Standard Name Identifier: 0000 0000 1956 9732
- Nederlandse Thesaurus van Auteursnamen: 070080976
- Parlement.com: vg09lljalaub
- Système universitaire de documentation: 150696736
- Virtual International Authority File: 57804845
- WorldCat: E39PBJqkbR8D6GjQHJBbYmYgKd